# 博爾頓 (麻薩諸塞州)
博爾頓（英語：Bolton）是一個位於美國麻薩諸塞州烏斯特縣的鎮。

## 人口
根據2020年美國人口普查的數據，博爾頓的面積為51.80平方千米，當中陸地面積為51.60平方千米，而水域面積為0.20平方千米。當地共有人口5665人，而人口密度為每平方千米109人。